# Lutas nos Jogos Olímpicos de Verão de 2020 - Livre até 97 kg masculino
A categoria livre até 97 kg masculino das lutas nos Jogos Olímpicos de Verão de 2020 ocorreu nos dias 6 e 7 de agosto de 2021 no Makuhari Messe, em Tóquio. Um total de 15 lutadores, cada um representando um Comitê Olímpico Nacional (CON), participaram do evento.

## Qualificação
Um total de 16 vagas foram atribuídas para a categoria livre até 97 kg masculino, cada um representando um CON, conforme abaixo:
- 6 pelo Campeonato Mundial de 2019;
- 2 pelo torneio qualificatório pan-americano;
- 2 pelo torneio qualificatório europeu;
- 2 pelo torneio qualificatório da África e Oceania;
- 2 pelo torneio qualificatório asiático;
- 2 pelo torneio qualificatório mundial.

## Formato
As competições de luta livre consistem em um torneio de eliminação simples, com uma repescagem usada para determinar os vencedores das duas medalhas de bronze. Os dois finalistas se enfrentam pelas medalhas de ouro e prata. Cada lutador que perde para um dos dois finalistas segue para a repescagem, culminando em duas lutas pela medalha de bronze com os perdedores da semifinal, cada um enfrentando o oponente restante da repescagem de sua metade da chave.

## Calendário
Horário local (UTC+9)
| Data                | Horário | Fase            |
| ------------------- | ------- | --------------- |
| 6 de agosto de 2021 | 11:00   | Qualificatórias |
| 6 de agosto de 2021 | 18:15   | Semifinais      |
| 7 de agosto de 2021 | 18:45   | Repescagem      |
| 7 de agosto de 2021 | 19:30   | Finais          |

## Medalhistas
| Ouro   | ROC Abdulrashid Sadulaev               |
| Prata  | USA Kyle Snyder                        |
| Bronze | CUB Reineris Salas ITA Abraham Conyedo |

## Resultados
Estes foram os resultados da competição:
Legenda
- F — Vitória por queda;
- WO — Vitória por walkover.

### Chaveamento
|  | Oitavas de final                 | Oitavas de final                 | Oitavas de final |  |  | Quartas de final         | Quartas de final         | Quartas de final   |   |                          | Semifinais               | Semifinais               | Semifinais |  |  | Final | Final | Final |
|  |                                  |                                  |                  |  |  |                          |                          |                    |   |                          |                          |                          |            |  |  |       |       |       |
|  | ROC Abdulrashid Sadulaev         | ROC Abdulrashid Sadulaev         | 5                |  |  |                          |                          |                    |   |                          |                          |                          |            |  |  |       |       |       |
|  | AZE Sharif Sharifov              | AZE Sharif Sharifov              | 0                |  |  | ROC Abdulrashid Sadulaev | ROC Abdulrashid Sadulaev | 10                 |   |                          |                          |                          |            |  |  |       |       |       |
|  | IRI Mohammad Hossein Mohammadian | IRI Mohammad Hossein Mohammadian | 3                |  |  | GEO Elizbar Odikadze     | GEO Elizbar Odikadze     | 0                  |   |                          |                          |                          |            |  |  |       |       |       |
|  | GEO Elizbar Odikadze             | GEO Elizbar Odikadze             | 6                |  |  |                          |                          |                    |   | ROC Abdulrashid Sadulaev | ROC Abdulrashid Sadulaev | 4                        |            |  |  |       |       |       |
|  | BLR Aliaksandr Hushtyn           | BLR Aliaksandr Hushtyn           | 3                |  |  |                          | CUB Reineris Salas       | CUB Reineris Salas | 0 |                          |                          |                          |            |  |  |       |       |       |
|  | CUB Reineris Salas               | CUB Reineris Salas               | 4                |  |  | CUB Reineris Salas       | CUB Reineris Salas       | 6                  |   |                          |                          |                          |            |  |  |       |       |       |
|  | TUN Mohamed Saadaoui             | TUN Mohamed Saadaoui             | 0                |  |  | MKD Magomedgaji Nurov    | MKD Magomedgaji Nurov    | 4                  |   |                          |                          |                          |            |  |  |       |       |       |
|  | MKD Magomedgaji Nurov            | MKD Magomedgaji Nurov            | 5                |  |  |                          |                          |                    |   |                          | ROC Abdulrashid Sadulaev | ROC Abdulrashid Sadulaev | 6          |  |  |       |       |       |
|  | KAZ Alisher Yergali              | KAZ Alisher Yergali              | WO               |  |  |                          | USA Kyle Snyder          | USA Kyle Snyder    | 3 |                          |                          |                          |            |  |  |       |       |       |
|  | ALG Mohammed Fardj               | ALG Mohammed Fardj               |                  |  |  | KAZ Alisher Yergali      | KAZ Alisher Yergali      | 7                  |   |                          |                          |                          |            |  |  |       |       |       |
|  | UZB Magomed Ibragimov            | UZB Magomed Ibragimov            | 3                |  |  | TUR Süleyman Karadeniz   | TUR Süleyman Karadeniz   | 8                  |   |                          |                          |                          |            |  |  |       |       |       |
|  | TUR Süleyman Karadeniz           | TUR Süleyman Karadeniz           | 3                |  |  |                          |                          |                    |   | TUR Süleyman Karadeniz   | TUR Süleyman Karadeniz   | 0                        |            |  |  |       |       |       |
|  | ITA Abraham Conyedo              | ITA Abraham Conyedo              | 6                |  |  |                          | USA Kyle Snyder          | USA Kyle Snyder    | 5 |                          |                          |                          |            |  |  |       |       |       |
|  | ROU Albert Saritov               | ROU Albert Saritov               | 1                |  |  | ITA Abraham Conyedo      | ITA Abraham Conyedo      | 0                  |   |                          |                          |                          |            |  |  |       |       |       |
|  | CAN Jordan Steen                 | CAN Jordan Steen                 | 2                |  |  | USA Kyle Snyder          | USA Kyle Snyder          | 6                  |   |                          |                          |                          |            |  |  |       |       |       |
|  | USA Kyle Snyder                  | USA Kyle Snyder                  | 12               |  |  |                          |                          |                    |   |                          |                          |                          |            |  |  |       |       |       |

### Repescagem
|  | Repescagem           | Repescagem           | Repescagem |  | Disputa pelo bronze    | Disputa pelo bronze    | Disputa pelo bronze |  |  |  |  |
|  |                      |                      |            |  |                        |                        |                     |  |  |  |  |
|  | AZE Sharif Sharifov  | AZE Sharif Sharifov  | 7          |  | AZE Sharif Sharifov    | AZE Sharif Sharifov    | 3                   |  |  |  |  |
|  | GEO Elizbar Odikadze | GEO Elizbar Odikadze | 5          |  | CUB Reineris Salas     | CUB Reineris Salas     | 3                   |  |  |  |  |
|  |                      |                      |            |  |                        |                        |                     |  |  |  |  |
|  | CAN Jordan Steen     | CAN Jordan Steen     | 2          |  | ITA Abraham Conyedo    | ITA Abraham Conyedo    | 6                   |  |  |  |  |
|  | ITA Abraham Conyedo  | ITA Abraham Conyedo  | 4          |  | TUR Süleyman Karadeniz | TUR Süleyman Karadeniz | 2                   |  |  |  |  |

## Classificação final
| Pos.              | Lutador                          |
| ----------------- | -------------------------------- |
| Medalha de ouro   | ROC Abdulrashid Sadulaev         |
| Medalha de prata  | USA Kyle Snyder                  |
| Medalha de bronze | CUB Reineris Salas               |
| Medalha de bronze | ITA Abraham Conyedo              |
| 5                 | AZE Sharif Sharifov              |
| 5                 | TUR Süleyman Karadeniz           |
| 7                 | KAZ Alisher Yergali              |
| 8                 | GEO Elizbar Odikadze             |
| 9                 | MKD Magomedgaji Nurov            |
| 10                | CAN Jordan Steen                 |
| 11                | UZB Magomed Ibragimov            |
| 12                | BLR Aliaksandr Hushtyn           |
| 13                | IRI Mohammad Hossein Mohammadian |
| 14                | ROU Albert Saritov               |
| 15                | TUN Mohamed Saadaoui             |
| –                 | ALG Mohammed Fardj               |